# Azriel (kabbaliste juif)
Élève d'Isaac l'Aveugle et maître de Nahmanide, Azriel de Gérone est l'un des plus grands kabbalistes juif du XIIIe siècle.

L'arbre de vie avec le nom des 10 Sephiroth et les 22 chemins en hébreu, d'après Le Portique du questionneur d'Azriel de Gérone.

Azriel de Gérone joue un rôle majeur à l’école kabbalistique de Gérone en Catalogne. Il publie un ouvrage intitulé Le Portique du questionneur qui inaugure un genre littéraire d’une portée considérable dans l’histoire de la Kabbale. 
C’est dans cet ouvrage qu'Azriel livre « la première explication systématique des dix sefirot sous la forme d’un tableau décrivant leur fonction, leur place dans la hiérarchie des émanations et les symboles qui leur sont attachés », selon Mopsik. À la figure anthropomorphe et androgyne du Messager céleste évoquée dans le Sefer HaBahir, Azriel superpose une arborescence structurelle que les kabbalistes nommeront l'Arbre de Vie en référence au récit de la Genèse.
Azriel invente une méthodologie nouvelle, basée sur les conceptions d'Isaac l'Aveugle et sur la place essentielle que tient le langage dans ces conceptions.
Toutefois, les conceptions d'Azriel diffèrent celles de son maître sur un point :  la première qualité surnaturelle est la Volonté, selon Azriel, et non la Pensée Divine, comme chez Isaac l'Aveugle. Nahmanide concilie les deux positions en expliquant que la Volonté de Dieu s'accomplit sans effort, et en faisait remarquer que « nos maîtres l'appellent Pensée, mais préfèrent le terme Volonté pour indiquer que les choses n'en restent pas au stade de l'Intellect. »
Toby Fox, un développeur de jeux, se serait inspiré du nom de Azriel pour créer le personnage de Asriel Dreemur dans son jeu Undertale.